# Araneus mossambicanus
Araneus mossambicanus là một loài nhện trong họ Araneidae.
Loài này thuộc chi Araneus. Araneus mossambicanus được miêu tả năm 1881 bởi Pavesi.